# M-18 (Montenegro)
De M-18 of Magistralni Put 18 was een hoofdweg in Montenegro. De weg liep van de grens met Bosnië en Herzegovina via Nikšić, Danilovgrad en Podgorica naar de grens met Albanië. In Bosnië en Herzegovina ging de weg als M-18 verder naar Sarajevo. In Albanië ging de weg verder als SH1 naar Shkodër.
De M-18 was ongeveer 162 kilometer lang en over de gehele lengte onderdeel van de E762 tussen Sarajevo en de grens met Albanië.

## Geschiedenis
In de tijd dat Montenegro bij Joegoslavië hoorde, was de M-18 onderdeel van de Joegoslavische hoofdweg M18. Deze weg liep van Hongarije via Sombor, Tuzla, Sarajevo, Nikšić en Podgorica naar Albanië. Na het uiteenvallen van Joegoslavië en de onafhankelijkheid van Montenegro behield de weg haar nummer in Montenegro. In 2016 werden de wegen in Montenegro opnieuw ingedeeld, waarbij de M-18 tussen de grens met Bosnië en Herzegovina en Podgorica werd omgenummerd in M-3. De M-18 tussen Podgorica en de grens met Albanië werd omgenummerd in M-4.